# Legamento pubo-cervicale
Il legamento pubo-cervicale è un legamento che collega il lato della cervice alla sinfisi pubica. Il collagene nel legamento pubo cervicale può essere ridotto nelle donne con prolasso vaginale.